# Kehlsteinhaus
|  | No s'ha de confondre amb Refugi Niu de l'Àliga. |

Kehlsteinhaus (coneguda com el Niu de l'Àguila o Eagle's Nest als països de parla anglesa) és un edifici del Reich, erigit a la part alta del cim de Kehlstein, a un aflorament rocós que s'aixeca sobre l'Obersalzberg, a prop de la ciutat de Berchtesgaden. Va ser utilitzat exclusivament per membres del Partit Nazi per a reunions governamentals i socials. Adolf Hitler s'hi va estar catorze vegades, per bé que no li agradava el lloc a causa del seu temor a les altures, el risc de mal temps i el poc aire de la muntanya. Avui, és obert de temporada com a restaurant, cerveseria a cel obert i lloc turístic. Formava part d'un conjunt d'instal·lacions militars en una àrea de seguretat de 14 quilòmetres quadrats.

## Construcció

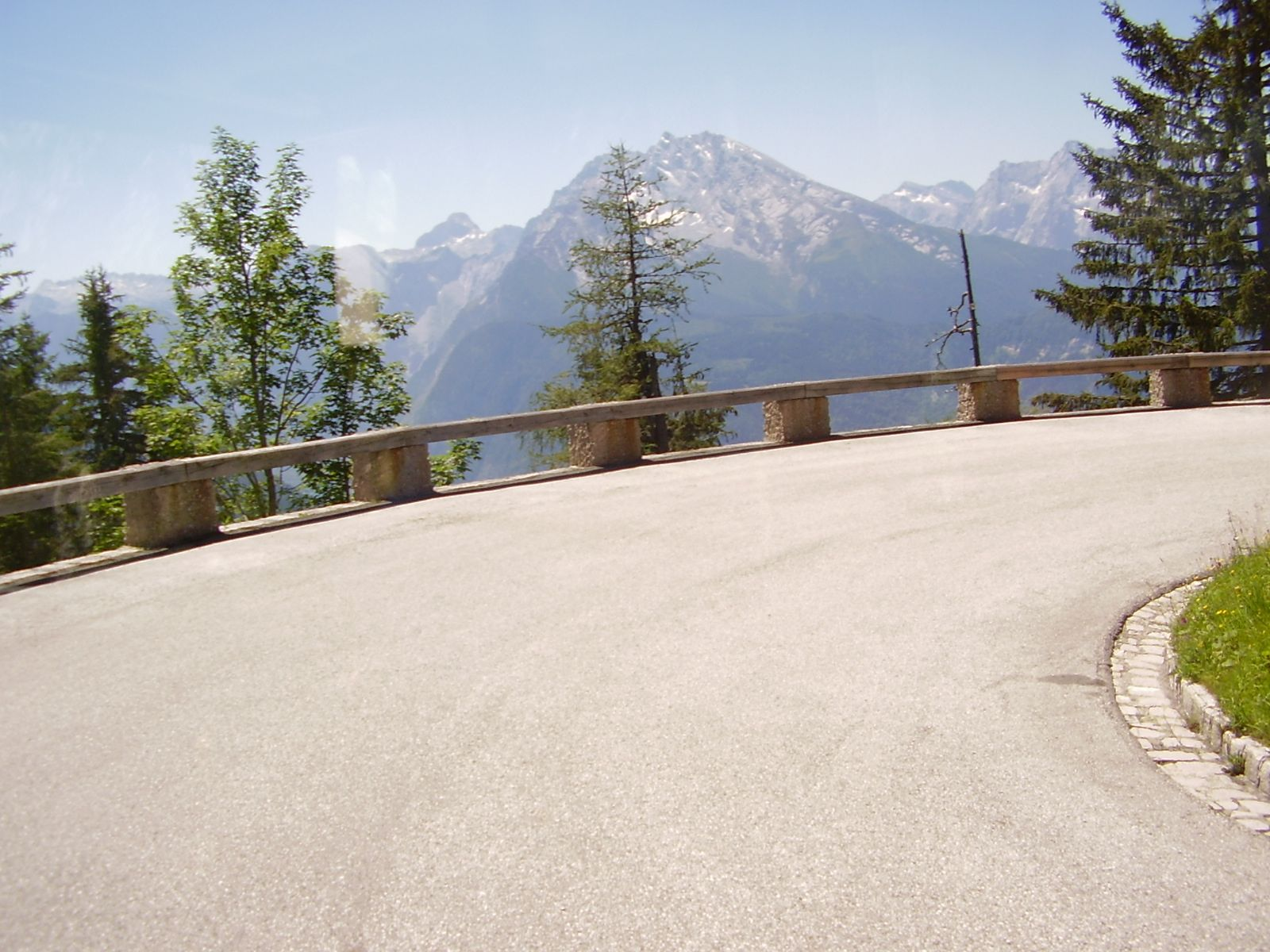
La carretera que porta a l'ascensor de Kehlsteinhaus

Kehlsteinhaus s'assenta damunt una carena del Kehlstein, un pic de 1,834 m (6,017 ft) de Hoher Göll que s'alça sobre la ciutat de Berchtesgaden. Va ser un encàrrec de Martin Bormann l'estiu de 1937. Pagat pel Partit Nazi, es va completar en tretze mesos. Dotze treballadors hi van morir durant la construcció.
Hitler el va visitar per primera vegada el 16 de setembre de 1938 i va tornar a inaugurar-ho el 20 d'abril de 1939, el seu 50è aniversari, tot i que no era pensat com a regal d'aniversari.
S'hi arriba per una carretera de 4 metres d'amplada i 6,5 km de longitud que puja 800 m. Va costar 30 milions de Reichsmark per a construir-la (uns 198 milions d'euros ajustats a la inflació el 2024), incloent-hi cinc túnels i una corba de forquilla.

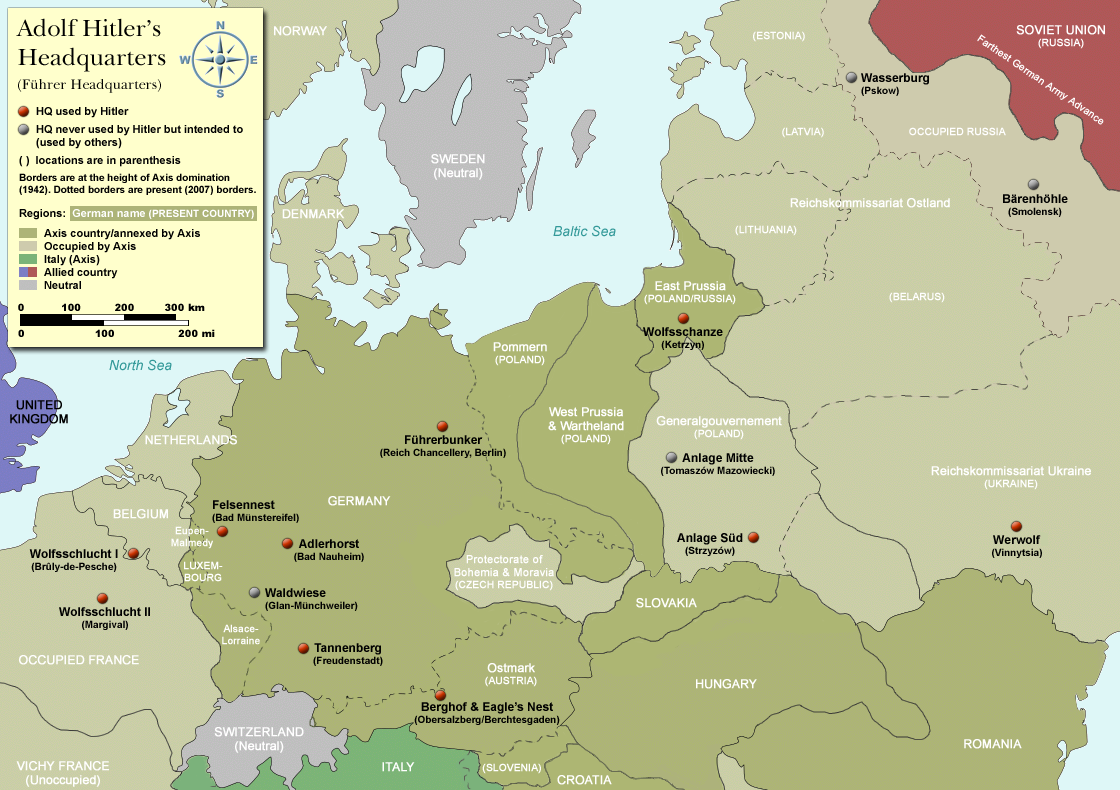
Mapa que mostra la ubicació de Kehlsteinhaus (amb l'etiqueta "Eagle's Nest") i les casernes generals del Führer a tota l'Europa ocupada

Des d'un gran aparcament, a 124 m d'altitud, un túnel condueix a un ascensor que puja uns altres 124 metre cap a l'entrada de l'edifici. L'interior del gran ascensor té una superfície de llautó polit, miralls venecians i cuir verd. Al vestíbul de l'entrada principal domina una xemeneia de marbre vermell italià regalada pel dictador italià Benito Mussolini, que va ser danyada pels soldats aliats que la van saquejar l'edifici i endur-se'n parts com a records. L'edifici tenia una cuina equipada completament elèctrica, cosa inusual el 1937. Tot i això, mai va servir per a cuinar menjars; en canvi, s'hi portaven àpats preparats a la ciutat per a reescalfaf. L'edifici també té terres climatitzats, que requereixen ser encesos almenys dos dies abans que arribin els visitants. Tenia una sala de projecció on Hitler podia mirar els seus favorits musicals amb protagonistes feminines.
Bona part dels mobles van ser dissenyats per l'arquitecte hongarès d'arrels jueus Paul László (1900-1993) que el 1936 va reeixir a fugir cap als Estats Units.

## Ús

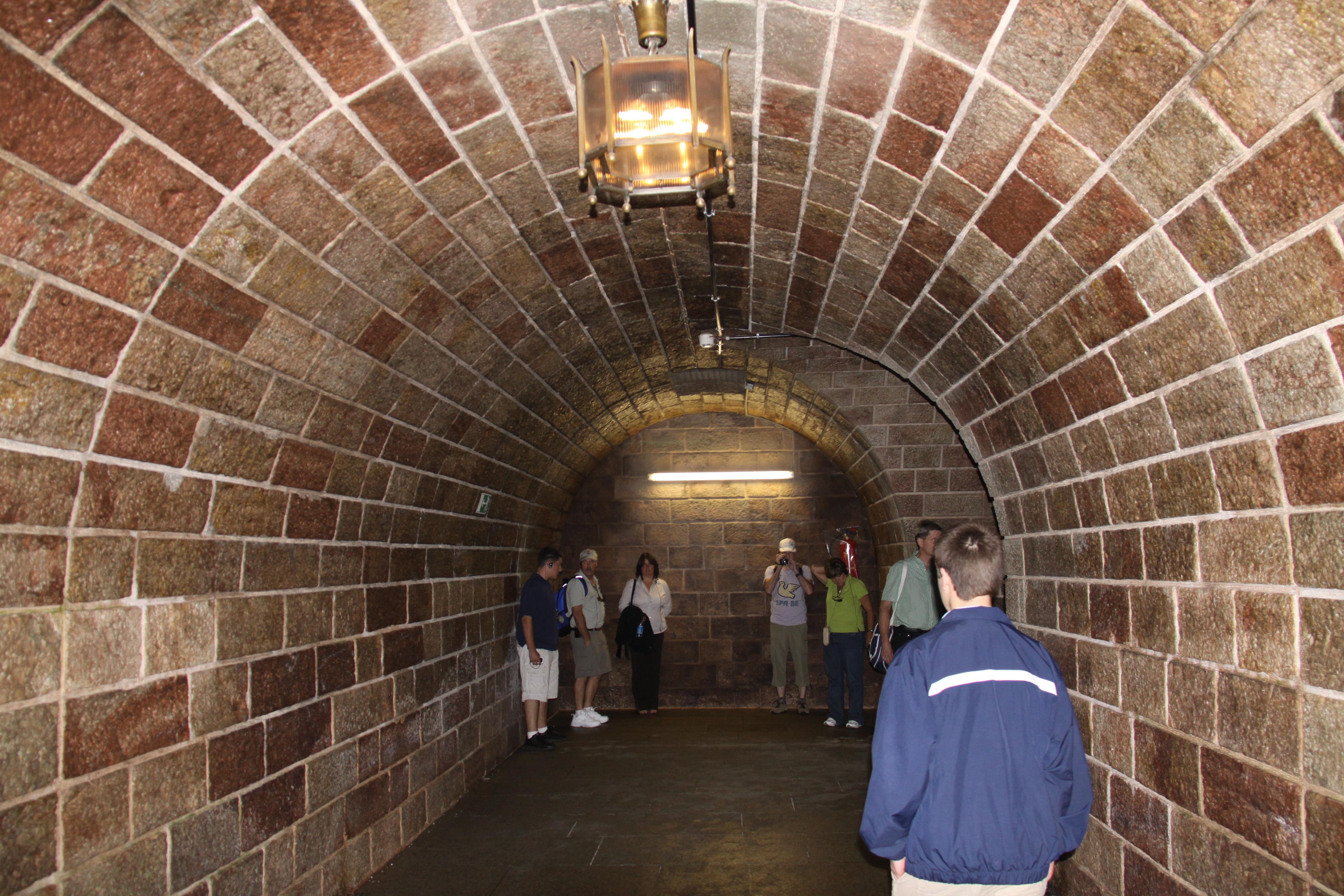
Pas soterrat a l'ascensor de Kehlsteinhaus

Hi ha dues maneres d'acostar-se i entrar a l'edifici: la carretera i l'ascensor Kehlsteinhaus. Hitler no va confiar en la seguretat de l'ascensor que no li va agradava a fer servir; temia que el mecanisme de muntatge de l'ascensor atragués un llamp. Bormann es va haver d'esforçar molt per a amagar a Hitler els dos incidents greus amb llamps esdevinguts durant la construcció.
Kehlsteinhaus és a diversos quilòmetres sobre el Berghof. En un insòlit compromís diplomàtic, Hitler hi va rebre l'ambaixador francès André François-Poncet el 18 d'octubre de 1938. El 3 de juny de 1944 es va celebrar una recepció de casaments per a la germana de Gretl, la germana d'Eva Braun després del matrimoni amb Hermann Fegelein. Tot i que Hitler no s'avenia a anar-hi per lleure, de tant a tant va fer servir el lloc per entretenir convidats importants i impressionar-los.
Es coneixia com a D-Haus, abreviatura de Diplomatenhaus (‘casa dels diplomats’) o Kehlsteinhaus. Sovint es menciona en combinació amb la casa de te al turó de Mooslahnerkopf, a prop del Berghof, on Hitler acudia diàriament després de dinar. La casa de te va ser enderrocada pel govern bavarès després de la guerra, per mor de la connexió amb Hitler.

## Ocupació pels aliats
Kehlsteinhaus era el punt de mira per al bombardeig del 25 d'abril de 1945 d'Obersalzberg. I va ser bombardejat per la Reial Força Aèria amb els grups N ° 1, N ° 5 i N ° 8 i Nº 617 de l'esquadró de la RAF. La petita casa va resultar ser un objectiu evasiu per a la força de 359 Avro Lancasters i 16 Mosquitoes Havilland, que van bombardejar i danyar greument la zona de Berghof.
No se sap quina unitat militar aliada va ser la primera a arribar a Kehlsteinhaus. L'assumpte s'agreuja per la confusió popular a la ciutat de Berchtesgaden presa el 4 de maig per elements avançats del 7è Regiment d'Infanteria de la 3a Divisió d'Infanteria del XV Cos del Setè Exèrcit dels Estats Units i del Sisè Exèrcit del Grup.
Segons que diuen, els membres del setè exèrcit van arribar fins a l'ascensor del Kehlsteinhaus. Hi ha almenys una persona que va afirmar que ell i un company van continuar fins a dalt. En una entrevista a la Biblioteca del Congrés i entrevistes més recents, Herman Louis Finnell de la 3a Divisió d'Infanteria va dir que el seu regiment va entrar al Berghof, però no al Kehlsteinhaus.
Tanmateix, la 101a Aerotransportada es mantingué primerament a Berchtesgaden i a Kehlsteinhaus. També, elements de la 2a divisió blindada francesa, Laurent Touyeras, Georges Buis i Paul Répiton-Préneuf, van estar presents la nit del 4 al 5 de maig i van fer diverses fotografies abans de sortir el 10 de maig a petició del Comandament dels Estats Units. i així ho diuen els nombrosos testimonis dels soldats espanyols que els van acompanyar.
Indemne de la incursió dels bombardejos del 25 d'abril, Kehlsteinhaus fou posteriorment utilitzada pels aliats com a lloc de comandament militar fins al 1960, quan fou retornada a l'Estat de Baviera.

## Avui
Actualment, l'edifici és propietat d'una institució benèfica i serveix de restaurant que ofereix sopars a l'interior i una cerveseria a cel obert. És un atractiu turístic popular per a aquells que es veuen atrets per la importància històrica d'aquest «niu de l'àguila». La carretera ha estat tancada a vehicles privats des del 1952 perquè és massa perillosa, però s'hi pot arribar a peu (en dues hores) des d'Obersalzberg o amb autobús des del Centre d'Interpretació. Actualment, aquest centre dirigeix els visitants a l'estació d'autobusos que és alhora un bitllet d'entradab a l'ascensor. Els autobusos tenen un lleuger angle, ja que la carretera escarpada que porta al pic és massa abrupta per als vehicles regulars. La mateixa Kehlsteinhaus no esmenta gaires coses sobre el seu passat, excepte en les fotos que es descriuen i es comenten al llarg de la paret de la terrassa que documenta el seu estat preconstrucció fins ara.
Per a prevenir actuacions neonazis i nostàlgics del nazis de postguerra, no s'hi permeten guies externs.
Les habitacions inferiors no formen part del restaurant, però es poden visitar amb un guia. Mostren el passat de l'edifici mitjançant en unes vitrines. Els grafits deixats per les tropes aliades són encara clarament visibles en la fusteria dels voltants. La xemeneia de marbre vermell italià s'hi veu amb els danys causats pels aliats que se'n volgueren emportar un souvenir. Aquest vandalisme avui és prohibit i s'explica que l'edifici era propietat del govern dels Estats Units. El petit estudi de Hitler és ara un magatzem per a la cafeteria.
Un sender condueix per sobre del Kehlsteinhaus cap a la carena de Mannlgrat que arriba des de Kehlstein fins al cim del Hoher Göll. La ruta, que segueix una via ferrada, és la més fàcil per atènyer al cim.